# Thomas Johnson (botánico)
Thomas Johnson (ca. 1600-1644 ) fue un botánico inglés; siendo llamado «padre de la Botánica de campo británica», pero descuidándose en gran medida su reconocimiento, en gran parte debido a los escasos registros de su vida que han sobrevivido.

## Historias de Kew y de Powell sobre Thomas Johnson
Kew y Powell (1932) lo describen como un «aprendido, hombre amable, valiente». Su primer capítulo está dedicado a una lista de publicaciones de Johnson y de otros autores mencionados durante las investigaciones.

### Vida y obra
El segundo capítulo ofrece un relato cronológico de la vida y la obra de Johnson. Con respecto a la fecha natal de Johnson (que casi con toda seguridad tuvo lugar en Selby, Yorkshire, aunque también se dice que podría ser aborigen de Barton-upon-Humber) los autores se ven obligados a admitir que no han avanzado más allá de la declaración formulada por Trimen y Dyer en 1869, que "fue probablemente a principios del siglo XVII."
Sus primeros años son igualmente oscuros, y no es hasta el primero de sus famosos viajes (a Kent en 1629), cuando practicaba farmacia en Snow Hill, en la ciudad de Londres, que se recibe una imagen clara de sus actividades. Esos viajes están allí descriptos vívidamente, y la mención hecha de muchas de las plantas que se encuentran por él y sus compañeros boticarios. Los autores citan sus viajes a Kent, que apareció en The Phytologist, de 1848. Las personas interesadas en la literatura botánica victoriana pueden leer la totalidad de ese artículo, y en especial algunos pasajes que tuvieron de la editorial severas censuras en su época, inofensivo para los oídos actuales ( The Phytologist, 3, 125. 1848). Fue de profesión un herborista, y en abril de 1633, expuso en su tienda plátanos por primera vez en ese país, que vinieron de las Bermudas
A partir de 1629, hasta el comienzo de la Guerra Civil, Johnson llevó una vida muy activa, simultaneando su práctica de boticario con más excursiones botánicas, y la publicación de las obras en las que descansa su fama. En la Guerra Civil luchó por el rey y fue mortalmente herido en 1644 en el asedio de Basing House distinguiéndose por su valentía, que se compiló a partir de informes de la época.

### Sus estudios de la flora británica
En el tercer capítulo, Johnson realiza investigaciones de la Flora, revisada por autores que lo reconocen como importante contribución a la historia botánica. Hasta ahora ha sido generalmente aceptada que la primera Flora británica fue su How's Phytologia Britannica, publicada en 1650. Se señala, que su Mercurius Botanicus (publicada en dos partes: 1634 y 1641) no sólo recoge una lista de las plantas encontradas por él en sus viajes en el oeste de Inglaterra, sino también una enumeración de todas las entonces conocidas plantas británicas indígenas, y que, por tanto, desplazaría al Phytologia Britannica, que fue compilado en gran parte desde ella, como la primera flora británica.

### Conclusiones
El último capítulo analiza los diversos géneros que fueron honrados, como Johnsonia R.Br. (Anthericaceae). El libro está ilustrado a lo largo de los planos y páginas facsímiles de obras de Johnson y merece ser leído por todos los interesados en la historia de la Botánica de Campo británico.

## Algunas publicaciones
- Herball, or general historie of plants, de John Gerard, se publicó por primera vez en 1597; ampliada por Thomas Johnson, y publicado en 1633 y nuevamente en 1636; incluía una lista de nombres de plantas de Gales suministrada por Robert Davies. Ed. Adam Islip, Joice Norton, Richard Whitakers, anno 1636, Londres. La edición de 1633 se publicó en facsímil por Dover, Nueva York, en 1975, como: "Complete 1633 edición, revisada y ampliada por Thomas Johnson; reimpresa la edición de A. Islip, Norton J. y R. Whitaker, Londres , bajo el título: "The herball, or Generall historie of plantes"

- Thomas Shearman Ralph, editó folletos de Johnson, con el título: "Opuscula omnia botanica Thomae Johnsoni.-Iter plantarum investigationis ergo susceptum in agrum cantianum.--Descriptio itineris plantarum investigationis ergo suscepti, in agrum cantianum.-- Mercurius botanicus.--Thermae bathonicae.--Mercurii botanici pars altera.. Londini: Sumptibus Guliel. Pamplin, 1847

## Honores

### Epónimos
- (Fabaceae) Parkinsonia Plum. ex L.[3]